# Armijn Pane
Armijn Pane (ur. 18 sierpnia 1908 w Muara Sipongi w Sumatrze Północnej, zm. 16 lutego 1970 w Dżakarcie) – indonezyjski pisarz.
Uczył się w szkołach w Padang Sidempuan i Tanjung Balai, a następnie w Europeesche Lagere School w Siboldze i Bukittinggi, po ukończeniu której kształcił się na lekarza (nie ukończył nauki) w Dżakarcie. Później uczył się w Nederlandsch Indische Artsen School w Surabai. Ostatecznie w 1931 ukończył Algemeene Middelbare School w Surakarcie i zajął się pisaniem. Był jednym z pionierów współczesnej indonezyjskiej literatury, a także wydawcą pism literackich. Tworzył powieści, opowiadania i sztuki teatralne.